# Radosław Zbierski
Radosław Zbierski (ur. 14 kwietnia 1988 w Kędzierzynie-Koźlu) – polski siatkarz. Wychowankiem MMKS Kędzierzyn-Koźle. Brązowy medalista mistrzostw Polski (2013) z Jastrzębskim Węglem. Mistrz Europy U-18 w parze z Michałem Żurkiem.

## Sukcesy klubowe
Mistrzostwo I ligi:
- 2007, 2014

Mistrzostwo Polski:
- 2013